# District urbain d'Angers
Le district urbain d'Angers était un établissement public français groupant plusieurs communes autour d'Angers, département de Maine-et-Loire, institué en application de l'ordonnance no 59-30 du 5 janvier 1959.

## Historique
Il a été créé par arrêté préfectoral du 2 septembre 1968 à l'initiative de 10 communes et a été transformé en communauté d'agglomération le 1er janvier 2001 pour former la communauté d'agglomération du Grand Angers.

## Composition
Les communes membres, avec leur date d'adhésion :
- Angers (1968)
- Avrillé (1968)
- Beaucouzé (1968)
- Béhuard (1994)
- Bouchemaine (1968)
- Briollay (1994)
- Cantenay-Epinard (1968)
- Ecouflant (1981)
- Feneu (1994)
- Juigné-Béné (1968) et Montreuil-Belfroy (1968), communes fusionnées prenant le nom de Montreuil-Juigné en 1973
- La Meignanne (1994)
- La Membrolle-sur-Longuenée (1998)
- Mûrs-Erigné (1994)
- Pellouailles-les-Vignes (1977)
- Le Plessis-Grammoire (1976)
- Le Plessis-Macé (1994)
- Saint-Barthélemy-d'Anjou (1968)
- Saint-Clément-de-la-Place (1994)
- Saint-Jean-de-Linières (1970)
- Saint-Lambert-la-Potherie (1994)
- Saint-Léger-des-Bois (1994)
- Saint-Martin-du-Fouilloux (1994)
- Saint-Sylvain-d'Anjou (1994)
- Sainte-Gemmes-sur-Loire (1968)
- Sarrigné (1995)
- Savennières (1994)
- Soucelles (1994)
- Trélazé (1968)
- Villevêque (1994)

## Présidence
| Période | Période | Identité     | Étiquette   | Qualité                                                          |
| ------- | ------- | ------------ | ----------- | ---------------------------------------------------------------- |
| 1968    | 1977    | Jean Turc    | CNIP        | Maire d'Angers (1963-1977) Député (1956-1962) Conseiller général |
| 1977    | 2001    | Jean Monnier | PS puis DVG | Maire d'Angers (1977-1998) Conseiller général (1973-1988)        |

## Compétences
À la différence d'une commune, le District urbain d'Angers ne peut agir que dans les domaines d'activités définis dans ses statuts. Ces domaines d'activités pouvant légalement être exercés sont désignés sous le terme de "compétence". Celles-ci sont transférées des communes vers le District, c'est-à-dire que celui-ci exerce en lieu et place des communes, et de manière irréversible, les compétences définies dans ses statuts.
À sa création en 1968, le District urbain d'Angers est doté des compétences suivantes :
- Eau potable (production et distribution) et assainissement des eaux usées (collecte et traitement avant rejet dans le milieu naturel)
- Urbanisme prévisionnel (schéma directeur d'aménagement et d'urbanisme, schéma de secteur, plan d'occupation des sols, constitution de réserves foncières).
- Logement (uniquement les études).
- Traitement des ordures ménagères (il peut également exercer la collecte, non de droit mais par convention avec les communes qui souhaitent déléguer l'exercice au District).
- Transport urbain de voyageurs.
- Espaces verts (acquisition et entretien).
- Lutte contre l'incendie et secours.

En 1970, il acquiert la compétence de construction scolaire, qui concerne les bâtiments pédagogiques des écoles primaires.
En 1976, sa compétence concernant les transports urbains est transférée au syndicat mixte des transports urbains de l'agglomération angevine (SMTUAA). Ce syndicat mixte est composé du District urbain d'Angers et de la commune des Ponts-de-Cé (celle-ci n'est pas membre du District urbain).
En 1988, les communes transfèrent au District urbain la compétence d'aménagement des aires d'accueil des gens du voyage.
En 1994, Le District urbain acquiert de nouvelles compétences et change de nom pour devenir le District de l'Agglomération angevine. Les nouvelles compétences transférées sont : les actions en faveur du développement économique (aménagement de zones d'activités d'intérêt communautaire, aménagement, construction et gestion de bâtiments relais pour l'accueil d'entreprises), la promotion du tourisme, le programme local de l'habitat (PLH), la construction et l'aménagement de bâtiments d'enseignement supérieur ou de recherche, l'aménagement de voies structurantes d'agglomération, la collecte des ordures ménagères (en complément du traitement) et l'aménagement et gestion d'espaces verts d'intérêt communautaire.
En 2000, juste avant sa dissolution et sa transformation en communauté d'agglomération du Grand Angers, le district de l'agglomération angevine acquiert la compétence d'aménagement et de gestion de l'aéroport d'Angers-Marcé, aéroport construit par la ville d'Angers et situé sur la commune de Marcé.